# Joseph Perrier
Joseph Perrier is de een in 1825 opgericht champagnehuis in Châlons-en-Champagne. Het bedrijf is eigendom van de Groupe Thiénot.
Het huis maakt zeven champagnes:
- De Cuvée Royale Brut is de Brut Sans Année, de meest verkochte champagne en het visitekaartje van het huis. Om ieder jaar dezelfde stijl en kwaliteit champagne te kunnen leveren, wordt deze assemblage van 35% chardonnay, 35% pinot noir en 30% pinot meunier aangelengd met 20% wijn uit de reserve in de kelders van het huis. In deze brutchampagne zijn meer dan 20 cru's of oogsten in evenzovele gemeenten verwerkt. Het gaat onder andere om druiven uit de wijngaarden van Joseph Perrier in Cumières, Damery, Hautvillers en Verneuil. De champagne heeft drie jaar op gist in de kelders gerust.
- De Cuvée Royale Demi-Sec is een zoete champagne. De champagne is gelijk aan de Cuvée Royale Brut maar de dosage suiker in de liqueur d'expédition is groter.
- De Cuvée Royale Blanc de blancs is een blanc de blancs van 100% chardonnay uit de omgeving van Bassuet en Cumières, aangevuld met crus uit de Côte des Blancs en ongeveer 15% wijn uit de reserve in de kelders van het huis. De flessen mochten ten behoeve van de "prise de mousse" vijf jaar op gist rusten.
- De Cuvée Royale Brut Rosé is een roséchampagne van 15 verschillende cru's, die uit 25% chardonnay en 75% pinot noir bestaat. Daarna werd de wijn met 12% rode wijn van Pinot Meunier uit Cumières op kleur gebracht. De flessen mochten 3 of 4 jaar op gist rijpen.
- De Cuvée Royale Brut Vintage is een Millésime  van 50 % chardonnay, 41 % pinot noir en 9 % pinot meunier uit premier cru- en grand cru-gemeenten waaronder Le Mesnil-sur-Oger, Chouilly, Bergères-lès-Vertus, Cumières, Mailly, Rilly-la-Montagne en Sacy. De flessen mochten minimaal zes jaar op gist rijpen
- De Esprit de Victoria Blanc de blancs Vintage is een Millésime blanc de blancs van 100% chardonnay uit premier cru- en grand cru-gemeenten waaronder Chouilly, Avize, Cumières Blanc en Le Mesnil sur Oger. De flessen mochten minimaal zes jaar op gist rijpen.
- De Esprit de Victoria Brut Rosé Vintage is een roséchampagne van premier en grand cru's uit onder andere Cumières, Mailly-Champagne, Rilly, Chouilly en Le Mesnil-sur-Oger, voor 33% uit chardonnay en uit 61% pinot noir bestaat. Daarna werd de wijn met 15% rode wijn van Pinot Meunier uit Cumières op kleur gebracht. De flessen mochten ten minste 6 jaar op gist rijpen. Dit is de cuvée de prestige van het huis Joseph Perrier.